# Prefettura apostolica di Battambang

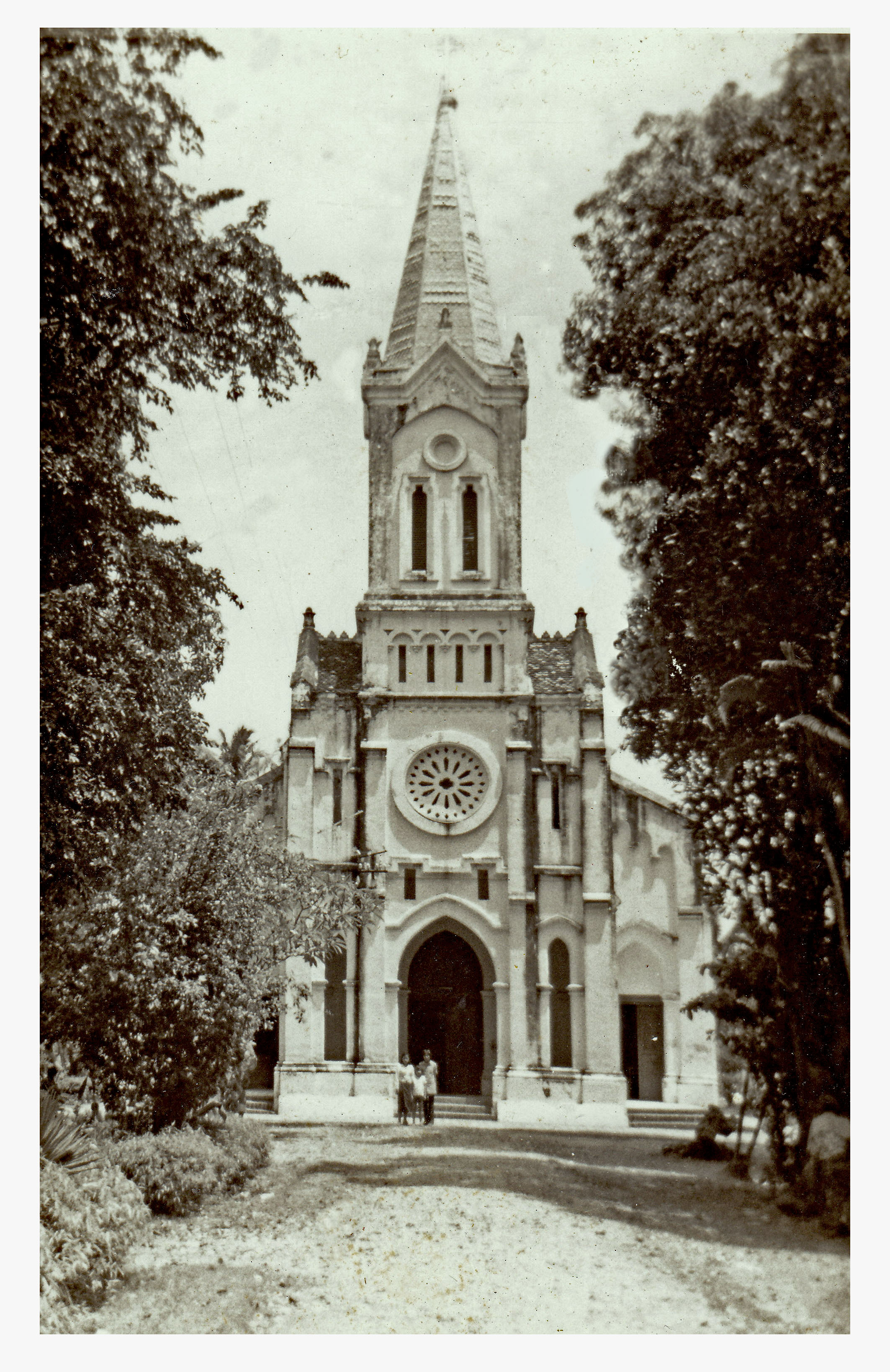
L'antica cattedrale di Battambang

La prefettura apostolica di Battambang (in latino Praefectura Apostolica Battambangensis) è una sede della Chiesa cattolica in Cambogia. Nel 2022 contava 5.357 battezzati su 4.543.000 abitanti. È retta dal prefetto apostolico Enrique Figaredo Alvargonzález, S.I.

## Territorio
La prefettura apostolica, situata in Cambogia, comprende le province di Battambang, Pursat, Kompong Chhnang, Kompong Thom, Siem Reap, Preah Vihear, Oddar Meancheay, Banteay Meanchey e Pailin.
Sede prefettizia è la città di Battambang, dove funge da cattedrale la chiesa dell'Immacolata Concezione.
Il territorio è suddiviso in 27 parrocchie.

## Storia
La prefettura apostolica è stata eretta il 26 settembre 1968 con la bolla Qui in Beati Petri di papa Paolo VI, ricavandone il territorio dal vicariato apostolico di Phnom-Penh.

## Cronotassi dei prefetti
Si omettono i periodi di sede vacante non superiori ai 2 anni o non storicamente accertati.
- Paul Tep Im Sotha † (26 settembre 1968 - maggio 1975 deceduto)
  - Sede vacante (1975-2000)[1]
- Enrique Figaredo Alvargonzález, S.I., dal 1º aprile 2000

## Statistiche
La prefettura apostolica nel 2022 su una popolazione di 4.543.000 persone contava 5.357 battezzati, corrispondenti allo 0,1% del totale.
| anno | popolazione | popolazione | popolazione | presbiteri | presbiteri | presbiteri | presbiteri                | diaconi | religiosi | religiosi | parrocchie |
| anno | battezzati  | totale      | %           | numero     | secolari   | regolari   | battezzati per presbitero | diaconi | uomini    | donne     | parrocchie |
| ---- | ----------- | ----------- | ----------- | ---------- | ---------- | ---------- | ------------------------- | ------- | --------- | --------- | ---------- |
| 1970 | 9.079       | 1.800.000   | 0,5         | 11         | 1          | 10         | 825                       |         | 11        | 34        |            |
| 1973 | 4.500       | 2.000.000   | 0,2         | 2          | 1          | 1          | 2.250                     |         | 1         | 14        | 12         |
| 1999 | 3.000       | 3.204.328   | 0,1         | 5          | 2          | 3          | 600                       |         | 7         | 6         | 2          |
| 2000 | 3.000       | 3.205.000   | 0,1         | 7          | 1          | 6          | 428                       |         | 10        | 7         | 8          |
| 2001 | 3.059       | 3.621.327   | 0,1         | 8          | 5          | 3          | 382                       |         | 9         | 10        | 8          |
| 2002 | 3.206       | 3.621.327   | 0,1         | 10         | 4          | 6          | 320                       |         | 6         | 14        | 8          |
| 2003 | 3.321       | 3.621.327   | 0,1         | 11         | 5          | 6          | 301                       |         | 6         | 19        | 8          |
| 2004 | 3.456       | 3.621.327   | 0,1         | 9          | 3          | 6          | 384                       |         | 6         | 19        | 9          |
| 2010 | 4.125       | 4.335.000   | 0,1         | 12         | 6          | 6          | 343                       |         | 6         | 19        | 9          |
| 2014 | 4.602       | 4.011.000   | 0,1         | 13         | 4          | 9          | 354                       |         | 15        | 31        | 27         |
| 2017 | 4.902       | 4.162.000   | 0,1         | 15         | 3          | 12         | 326                       |         | 18        | 35        | 27         |
| 2020 | 5.169       | 4.327.570   | 0,1         | 17         | 3          | 14         | 304                       |         | 19        | 36        | 26         |
| 2022 | 5.357       | 4.543.000   | 0,1         | 22         | 6          | 16         | 243                       |         | 23        | 44        | 27         |